# Wełnolot
Wełnolot (Eupetaurus) – rodzaj ssaków z podrodziny wiewiórek (Sciurinae) w obrębie rodziny wiewiórkowatych (Sciuridae).

## Rozmieszczenie geograficzne
Rodzaj obejmuje gatunki występujące w Pakistanie, Indiach, Bhutanie i Chińskiej Republice Ludowej oraz prawdopodobnie w Mjanmie.

## Morfologia
Długość ciała (bez ogona) 419–610 mm, długość ogona 381–545 mm; masa ciała 1,4–2,5 kg.

## Systematyka
Rodzaj zdefiniował w 1888 roku angielski zoolog Oldfield Thomas w artykule zatytułowanym O Eupetaurus, nowej odmianie polatuchy z Kaszmiru, opublikowanym w czasopiśmie „Journal of the Asiatic Society of Bengal”. Gatunkiem typowym jest (oznaczenie monotypowe) wełnolot szary (E. cinereus).

### Etymologia
Eupetaurus: gr. ευ eu ‘ładny, dobry, typowy’; rodzaj Petaurus Shaw, 1791 (lotopałanka).

### Podział systematyczny
Do rodzaju należą następujące gatunki: 
| Grafika | Gatunek               | Autor i rok opisu                                        | Nazwa zwyczajowa | Podgatunki         | Rozmieszczenie geograficzne | Podstawowe wymiary                              | Status IUCN |
| ------- | --------------------- | -------------------------------------------------------- | ---------------- | ------------------ | --- | ----------------------------------------------- | ----------- |
|         | Eupetaurus cinereus   | O. Thomas, 1888                                          | wełnolot szary   | gatunek monotypowy | zachodnie Himalaje w północnym Pakistanie i północno-zachodnich Indii (Kaszmir); być może zachodni Nepal; zakres wysokości: 2400–4800 m n.p.m.    | DC: 42–61 cm DO: 38–54 cm MC: 1,4–2,5 kg        | EN          |
|         | Eupetaurus nivamons   | Li Quan, Jiang Xuelong, S.M. Jackson & K.M. Helgen, 2021 |                  | gatunek monotypowy | endemit Chińskiej Republiki Ludowej: góra Gaoligong i Biluo (Junnan); być może sąsiadująca Mjanma; zakres wysokości: 3400–4450 m n.p.m.           | DC: 41–44 cm DO: 40–44 cm MC: 1,4–1,9 kg        | NE          |
|         | Eupetaurus tibetensis | S.M. Jackson, K.M. Helgen, Li Quan & Jiang Xuelong, 2021 |                  | gatunek monotypowy | południowo-środkowy Tybet (Chińska Republika Ludowa), północne zbocza Himalajów w Sikkim (Indie) i Bhutanie; zakres wysokości: 2700–4000 m n.p.m. | DC: około 47 cm DO: brak danych MC: brak danych | NE          |

Kategorie IUCN:  EN  – gatunek zagrożony;  NE  – gatunki niepoddane jeszcze ocenie.